# Сплеск (фільм)
«Сплеск» (англ. Splash) — американська фентезійна романтична кінокомедія 1984 року режисера Рона Говарда. Головні ролі у стрічці виконали Том Генкс, Деріл Ганна, Юджин Леві та Джон Кенді. У фільмі змальована раптова любов молодого чоловіка (Том Генкс) до містичної жінки (Деріл Ганна), яка виявляється русалкою. Фільм було номіновано на премію Оскар за найкращий оригінальний сценарій.

## Синопсис
Кохання раптове, несподіване, неминуче. Воно спалахує, як полум'я, але цю іскринку потрібно вміти зберегти. Особливо, коли твоя кохана так виділяється з натовпу. У неї чутлива, ніжна душа, небесної краси очі, густе світле волосся, вона — ідеал, за одним маленьким винятком: вона — русалка.
Закоханим доведеться пережити багато пригод, багато труднощів і перешкод, але лише справжнє кохання дасть їм змогу, незважаючи на примхи долі, залишитися разом. Адже ласкаве блакитне море сховає їх від ворогів.

## У ролях
- Том Генкс — Ален Бауер
- Деріл Ганна — Медісон
- Юджин Леві — доктор Вальтер Корнблуф
- Джон Кенді — Фредді Бауер
- Доді Ґудмен[en] — місіс Стімлер
- Річард Б. Шалл[en] — лікар Росс
- Шеккі Ґрін[en] — містер Байрайт
- Ренс Говард — Маккалоу
- Боббі Ді Чікко[en] — Джеррі
- Говард Морріс[en] — Зіделль
- Тоні Лонґо[en] — Оґі
- Патрік Кронін[en] — Майклсон
- Ройс Д. Епплґейт[en] — Бакволтер
- Джефф Дусетт[en] — Джуніор
- Нора Денні[en] — місіс Штайн
- Джо Ґріфазі[en] — Менні
- Лі Делано[en] — сержант Леландовскі
- Білл Смітрович[en] — Ральф Бауер
- Ейлін Сакі[en] — лікар Фудзімото
- Джоді Лонґ[en] — репортер
- Міґдія Чінеа Варела[en] — Ванда
- Тан Вьєнн[en] — містер Амброуз
- Нік Валлелонґа[en] — фотограф
- Валері Вайлдмен[en] — гостя на весіллі
- Чарльз Вокер[en] — товариш Майклсона
- Рональд Ф. Гойсек[sv] — епізодична роль

## Нагороди та номінації
| Премія                                      | Категорія                                     | Номінант                                                                   | Результат |
| ------------------------------------------- | --------------------------------------------- | -------------------------------------------------------------------------- | --------- |
| «Оскар»                                     | Найкращий оригінальний сценарій               | Лоуелл Ґанц, Бабалу Манде, Брюс Джей Фрідман, Брайан Ґрейзер, Бабалу Менде | Номінація |
| «Золотий глобус»                            | Найкращий фільм — комедія або мюзикл          |                                                                            | Номінація |
| Премія Національної спілки кінокритиків США | Найкращий сценарій                            | Лоуелл Ґанц, Бабалу Манде, Брюс Джей Фрідман                               | Перемога  |
| Премія Гільдії сценаристів Америки          | Найкращий оригінальний сценарій               | Лоуелл Ґанц, Бабалу Манде, Брюс Джей Фрідман                               | Номінація |
| «Молодий актор»                             | Найкращий сімейний фільм — мюзикл або комедія |                                                                            | Номінація |
| «Сатурн»                                    | Найкращий фентезійний фільм                   |                                                                            | Номінація |
| «Сатурн»                                    | Найкращий режисер                             | Рон Говард                                                                 | Номінація |
| «Сатурн»                                    | Найкраща жіноча роль                          | Деріл Ганна                                                                | Перемога  |
| «Сатурн»                                    | Найкращий актор другого плану                 | Джон Кенді                                                                 | Номінація |
| «Сатурн»                                    | Найкращий грим                                | Роберт Дж. Шиффер                                                          | Номінація |